# Jonathan Frakes
Jonathan Frakes est un acteur, réalisateur et producteur américain, né le 19 août 1952 à Bethlehem en Pennsylvanie (États-Unis).
Il est surtout connu pour avoir tenu le rôle du commandant William T. Riker notamment dans la série Star Trek : La Nouvelle Génération et dans les films qui en sont adaptés, mais aussi pour avoir réalisé deux de ces derniers ainsi que plusieurs épisodes de différentes séries Star Trek.

## Biographie

### Vie privée
Jonathan Frakes rencontre l'actrice Genie Francis sur le tournage du soap Bare Essence, avant de la retrouver sur le feuilleton Nord et Sud, ainsi que dans l'épisode 6 saison 3 de la série "Loïs et Clark, les nouvelles aventures de Superman". Ils ont commencé à se fréquenter en 1985, se sont fiancés en 1986 puis se sont mariés le 28 mai 1988. Ils ont deux enfants.

## Filmographie

### Cinéma

#### Longs métrages
- 1979 : Beach Patrol (en) (TV) : Marty Green
- 1980 : La Plantation (en) (Beulah Land) (feuilleton TV) : Adam Davis
- 1982 : Bare Essence (en) (TV) : Marcus Marshall
- 1983 : This Is the Life (série télévisée) : Ken Stewart
- 1983 : Bare Essence (en) (série télévisée) : Marcus Marshall
- 1984 : Paper Dolls (Paper Dolls) (série télévisée) : Sandy Parris
- 1994 : Camp Nowhere de Jonathan Prince : Bob Spiegel
- 1994 : Star Trek : Générations (Star Trek: Générations) : Commander William T. Riker
- 1996 : Star Trek : Premier Contact (Star Trek: First Contact) : Commander William Riker / musicien dans le holodeck
- 1998 : Star Trek the Experience: The Klingon Encounter : Commander William T. Riker
- 1998 : Star Trek : Insurrection (Star Trek: Insurrection) : Commander William T. Riker
- 2002 : Top chronos (Clockstoppers) : Bystander
- 2002 : Star Trek : Nemesis de Stuart Baird : Commander / Capitaine William T. Riker

#### Films d'animation
- 1994 : Gargoyles, le film : Les Anges de la nuit : David Xanatos (voix)
- 1998 : Gargoyles: The Hunted : David Xanatos (voix)
- 1998 : Gargoyles: The Force of Goliath : David Xanatos (voix)
- 1998 : Gargoyles: Brothers Betrayed : David Xanatos (voix)

### Télévision

#### Téléfilms
- 1980 : The Night the City Screamed (ru) : Richard Hawkins
- 1989 : Mannequin sous haute protection (en) (The Cover Girl and the Cop) : Joshua Boyleston
- 1996 : Brothers of the Frontier : Ben Frye
- 1999 : Dying to Live (de) : Will
- 2006 : Les Aventures de Flynn Carson : Le Trésor du roi Salomon (The Librarian: Return to King Solomon's Mines) : le mari de Debra

#### Série télévisées
- 1977-1978 : The Doctors (en) : Tom Carroll (90 épisodes)
- 1978 : L'Île fantastique (Fantasy Island) : Kirk Wendover (saison 2, épisode 6)
- 1978 : Drôles de dames (Charlie's Angels) : Brad, le joueur de Volleyball (saison 3, épisode 10)
- 1981 : Shérif, fais-moi peur (The Dukes of Hazzard) : Jamie Lee Hogg (saison 4, épisode 1)
- 1982 : Pour l'amour du risque (Hart to Hart) : Adam Blake (saison 3, épisode 14)
- 1984 : L'Homme qui tombe à pic (The Fall Guy) : Connors (saison 3, épisode 18)
- 1984 : Les Routes du paradis : : Arthur Krock Jr. (saison 1, épisode 8)
- 1985-1986 et 1994 : Nord et Sud (North and South) : Stanley Hazard
- 1985 : La Cinquième Dimension : Steve (saison 1, épisode 13b, Copie non conforme)
- 1986 : Dream West (en) : Lt. Gillespie
- 1986 : Des jours et des vies : Jared McAllister
- 1987 : Nutcracker: Money, Madness and Murder (en) : Rosen
- 1987-1994 : Star Trek : La Nouvelle Génération (Star Trek: The Next Generation) : le commandant William T. Riker
- 1995 : Loïs et Clark : Les Nouvelles Aventures de Superman (Lois and Clark: The New Adventures of Superman) : Tim Lake (saison 3, épisode 6)
- 1995 : Alien Autopsy: Fact or Fiction? : lui-même, l'hôte
- 1996 : Star Trek: Voyager : le commandant William T. Riker (saison 2, épisode 18)
- 1996 : The Paranormal Borderline : lui-même, l'hôte
- 1997-2002, depuis 2021: Beyond Belief: Fact or Fiction : lui-même, l'hôte
- 1999 : The Lot (en) : Roland White
- 1999-2001 : Roswell : M. C. Festival (non crédité - saison 1, épisode 1) et lui-même (non crédité - 2 épisodes)
- 2005 : Star Trek: Enterprise : William T. Riker (saison 4, épisode 22)
- 2010 : Esprits criminels : Dr Arthur Malcolm (saison 5, épisode 12)
- depuis 2020 : Star Trek : Picard : William T. Riker (12 épisodes)

#### Séries d'animation
- 1994-1997 : Gargoyles : David Xanatos / Coyote 4.0 (voix)
- 1996 : Gargoyles: The Goliath Chronicles : David Xanatos (voix)
- 2020-2021 : Star Trek: Lower Decks : le capitaine William Riker

### Réalisateur
- 1990-1994 : Star Trek : La Nouvelle Génération (série télévisée - 8 épisodes)
- 1994-1995 : Star Trek: Deep Space Nine (série télévisée - 3 épisodes)
- 1995 : University Hospital (série télévisée - saison 1, épisode 3)
- 1995-1996 : Star Trek: Voyager (série télévisée - 3 épisodes)
- 1996 : Star Trek : Premier Contact (Star Trek: First Contact)
- 1998 : Star Trek : Insurrection (Star Trek: Insurrection)
- 1999-2001 : Roswell (série télévisée - 5 épisodes)
- 2000 : Star Patrol (téléfilm)
- 2002 : Top chronos (Clockstoppers)
- 2002 : La Treizième Dimension (série télévisée - 2 épisodes)
- 2004 : Thunderbirds
- 2006 : Les Aventures de Flynn Carson : Le Trésor du roi Salomon (téléfilm)
- 2008 : Les Aventures de Flynn Carson : Le Secret de la coupe maudite (téléfilm)
- 2009-2012 : Leverage (série télévisée - 13 épisodes)
- 2009 : Dollhouse (série télévisée - saison 2, épisode 4)
- 2010-2016 : NCIS : Los Angeles (série télévisée - 6 épisodes)
- 2010 : V (série télévisée - saison 1, épisode 7)
- 2011 : Persons Unknown (série télévisée - 3 épisodes)
- 2012-2013 : Castle (série télévisée - 3 épisodes)
- 2013-2015 : Falling Skies (série télévisée - 3 épisodes)
- 2013 : Marvel : Les Agents du SHIELD (série télévisée - saison 1, épisode 8)
- 2014-2017 : Flynn Carson et les Nouveaux Aventuriers (série télévisée - 10 épisodes)
- 2016 : Powers (série télévisée - 1 épisode)
- 2017 : Girlfriends' Guide to Divorce (série télévisée - 1 épisode)
- 2017 : The Orville (série télévisée - 1 épisode)
- 2018-2021 : Star Trek: Discovery (série télévisée - 7 épisodes)
- 2018 : The Arrangement (série télévisée - 1 épisode)
- 2021 : Leverage: Redemption (série télévisée - 1 épisode)
- depuis 2020 : Star Trek : Picard (série télévisée - 6 épisodes)

### Producteur exécutif
- 1999 : Dying to Live (de) (téléfilm)
- 1999-2002 : Roswell (série télévisée - 61 épisodes)
- 2016-2018 : Flynn Carson et les Nouveaux Aventuriers (série télévisée - 11 épisodes)